# 오한 토레스
오한 토레스(스페인어: Jhojan Camilo Torres Guazá, 2003년 1월 12일~)는 콜롬비아의 축구 선수로, 인데펜디엔테 산타페와 콜롬비아 연령별 대표팀에서 수비수로 활동하고 있다.